# Rio Wanchet
O rio Wanchet é um curso de água da região central da Etiópia e um afluente do rio Jamma. Junto com o rio Adabay, definiam as fronteiras da antiga província de Marra Biete.
A sua passagem por "Aqui afagi" (Aheya Fajj em Língua amárica, um termo que pode ser traduzido em algo como "destruidor de burros") é mencionada no relato do missionário e explorador português Francisco Álvares (c. 1465, Coimbra, 1536 - 1541, Roma) que em 1515 viajou para a Etiópia, como parte da embaixada enviada pelo rei D. Manuel I de Portugal ao imperador Lebna Dengel. Este explorador nas suas viagens durante o século XVI atravessou várias vezes este rio.